# بیماری پوسیدگی فیوزاریمی
بیماری پوسیدگی فیوزاریِمی یا جیبِرِلا فوجی‌کوروئه (به انگلیسی: Gibberella fujikuroi) از بیماری‌های قارچی مهم ذرت است، قارچ عامل بیماری با نام علمی Fusarium moniliforme قادر است پوسیدگی بذر، ریشه، ساقه، بلال و مرگ گیاهچه را در ذرت ایجاد کند.

## شرایط ایجاد بیماری
شرایط مساعد برای بیماری آب و هوای گرم و مرطوب یا گرم و خشک است. دمای ۳۰ درجه سانتیگراد برای رشد قارچ عامل بیماری مناسب است. در مناطق مرطوب به‌ویژه زمانی که بارندگی بیش از حد طبیعی رخ می‌دهد و در مرحله ظهور تارهای ابریشمی تا زمان برداشت طول می‌کشد، شدت بیماری افزایش می‌یابد. تنش‌هایی نظیر خشکی و صدمات ناشی از حشرات، پرندگان و کمبود نیتروژن باعث تشدید بیماری می‌شوند. خسارت این بیماری درصورت تماس بلال‌ها با سطح زمین افزایش می‌یابد.

## مشخصات ظاهری
علائم آلودگی روی بلال در ابتدا به‌صورت لکه‌ها و مناطق تغییر رنگ یافته صورتی، عنابی تا قرمز متمایل به قهوه‌ای روی نوک دانه ظاهر می‌شود. این لکه‌ها ممکن است به‌صورت پراکنده یا پیوسته روی دانه‌ها در قسمت نوک بلال مشاهده شود.
با پیشرفت بیماری یک کپک پودر مانند یا پنبه‌ای صورتی رنگ در روی دانه‌های آلوده رشد می‌کند. رشد و استقرار قارچ عامل بیماری بیشتر در اطراف کانال‌های ایجادشده توسط کرم‌های خوشه‌خوار ذرت است. این حشرات مهم‌ترین عامل پخش و شیوع بیماری‌های پوسیدگی بلال در ذرت هستند. در دانه‌هایی که اواخر فصل آلوده می‌شوند، پوشش کپک پنبه‌ای به صورت نوارهای کوتاه دیده می‌شود.

## توکسین‌ها
قارچ عامل بیماری قادر است ترکیبات سمی مانند فوزارین‌ها، اسید فوزایک و منو لیفورمین را تولید کند.

## گستره بیماری در ایران
وجود این بیماری در مناطق بندر انزلی، ساری، لاهیجان و گرگان گزارش شده‌است.